# NGC 5694
NGC 5694, aussi connu sous le nom de Caldwell 66, est un amas globulaire situé dans la constellation de l'Hydre à environ 113 000 (34.7 kpc) a.l. du Soleil et à 95 000 a.l. (29,1 kpc) du centre de la Voie lactée. Il a été découvert par l'astronome germano-britannique William Herschel en 1784.
La vitesse radiale héliocentrique de cet amas est égale à (−144,1 ± 1,3) km/s. 

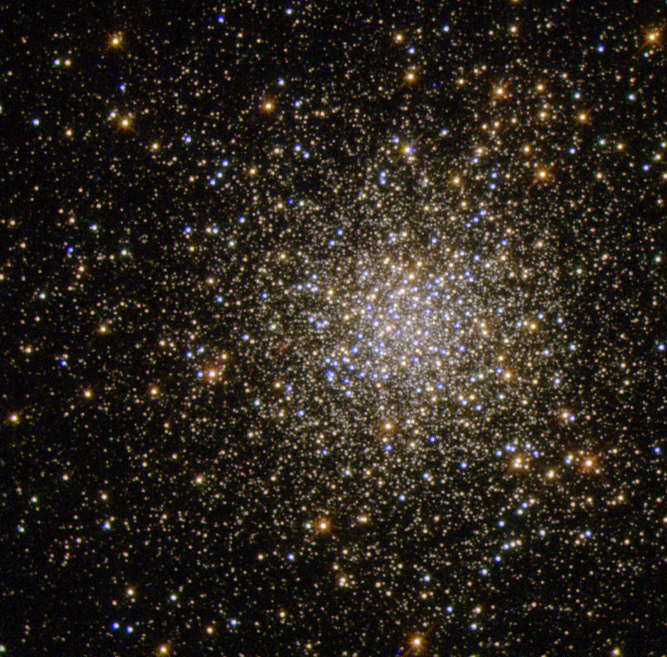
NGC 5694 par le télescope spatial Hubble.

Selon Forbes et Bridges, sa métallicité est estimée à −1,74 [Fe/H] et son âge d'environ 13,44 milliards d'années.
Sa composition chimique particulièrement différente suggère que cet amas n'origine pas de la Voie lactée.